# Johanna Sacco
Johanna Sacco rozená Richard, později nazývaná Madame Sacco (16. listopadu 1754 Praha – 21. prosince 1802 Vídeň) byla rakouská c. k. dvorní herečka a tanečnice původem z Prahy.

## Život
Johanna Richardová se narodila 16. listopadu 1754 v Praze a brzy se stala sirotkem. První zpráva o ní je teprve z roku 1761, z doby po smrti jejích rodičů, kdy je uvedena jako svěřenkyně hereckého manželského páru Köppeových. V té době, ve věku osmi let, hrála představitelku dětských rolí s důrazem na tanec. Ve věku 11 let hrála v Drážďanech, později také v Kolíně nad Rýnem, Mohuči, Düsseldorfu, Frankfurtu, Mnichově, Innsbrucku a Salcburku.
V roce 1771 ji pro hamburskou Ackermannovu společnost na několik měsíců získal Johann Franz Hieronymus Brockmann, s níž se velmi rozšířil její věhlas. Zde také studovala herectví a tanec u Friedricha Ludwiga Schrödera. V roce 1773 se vdala za baletního mistra Sacca se vrátila k Ackermannově společnosti.
Po rozpuštění Ackermannovy společnosti v roce 1774 účinkovala několik let úspěšně ve Varšavě. V roce 1776 se manželé Saccovi odstěhovali do Vídně, kde Johanna 10. června téhož roku debutovala v roli Evženie ve stejnojmenné Beaumarchaisově komedii. Měla takový úspěch, že byla jmenována dvorní herečkou. Svého největšího úspěchu dosáhla v hlavní roli tragédie Médeia Johanna Jacoba Engela a Friedricha Wilhelma Gottera.
Madame Sacco byla populární ve všech vrstvách vídeňské společnosti. Jejím nadšeným obdivovatelem byl např. kníže Václav Antonín z Kounic. Podporovala ji mj. samotná Marie Terezie, císař Josef II. se podílel na zařizování jejího bytu a několikrát ji finančně podpořil.
Johanna Saccová svou hereckou kariéru v Burgtheateru ukončila po 17 letech v roce 1793. V té době se podruhé provdala a zbytek života strávila na své venkovské usedlosti poblíž Schönbrunnu. Zemřela roku 1802 ve Vídni.

## Galerie

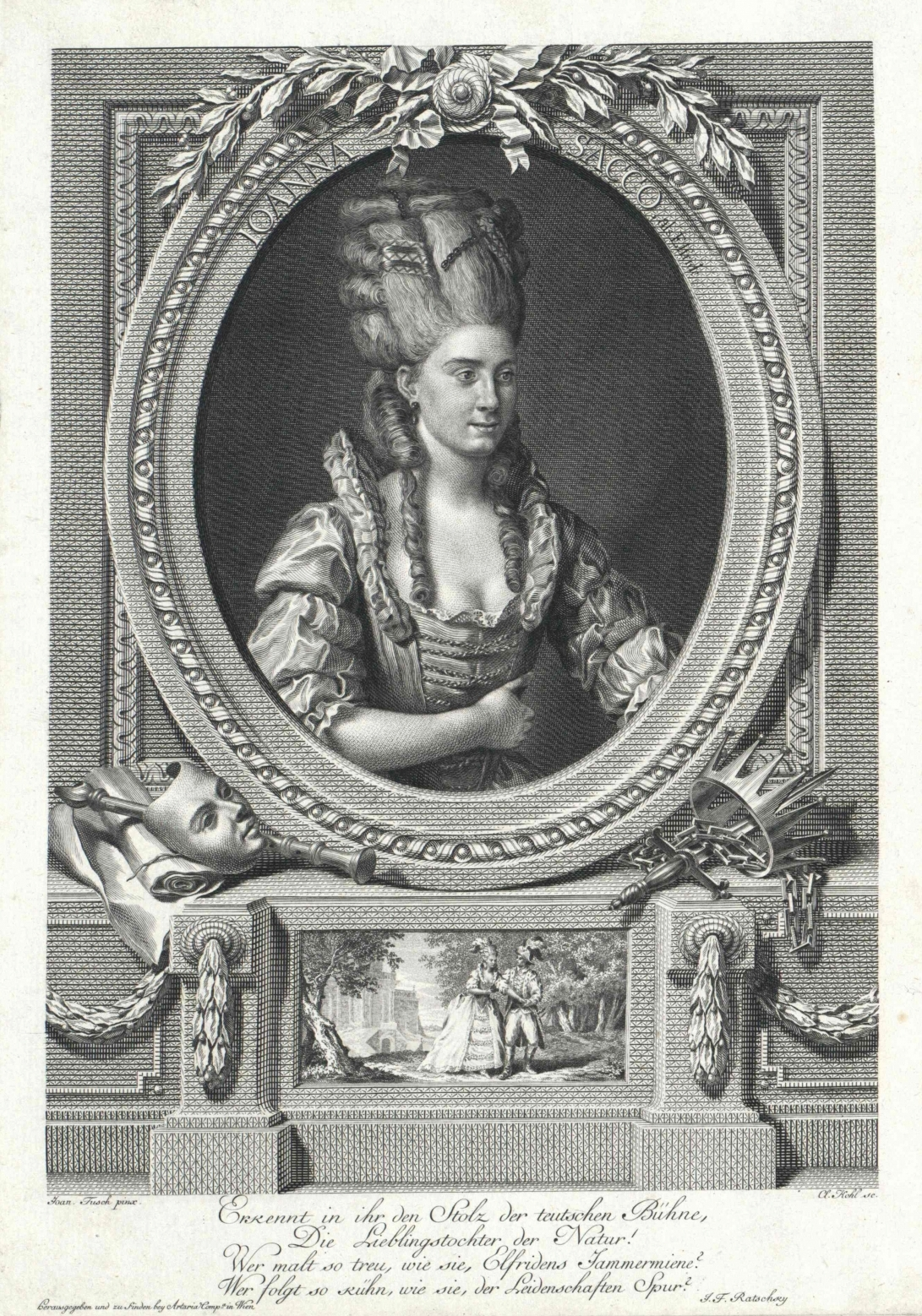
Johanna Saccová jako Elfrida
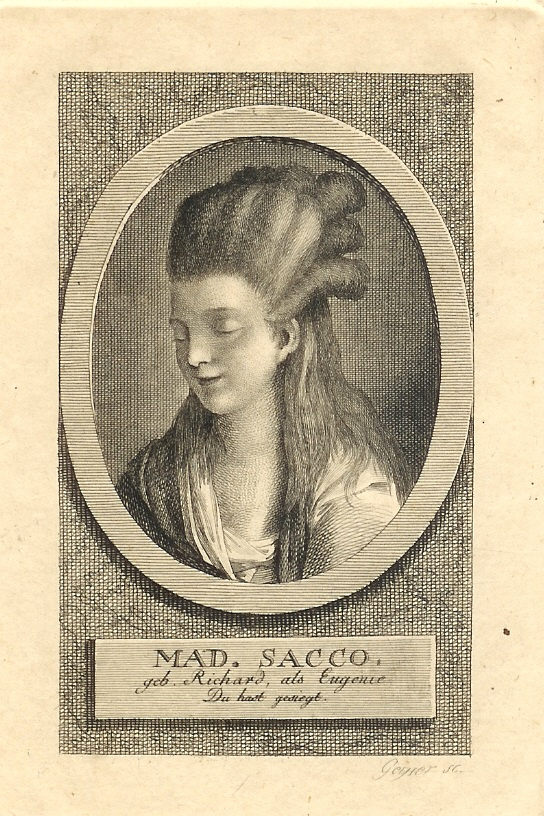
Johanna Saccová jako Evženie, 1776